# 洛卡泰-迪特留尔齐
洛卡泰-迪特留尔齐（義大利語：Locate di Triulzi），是意大利米兰广域市的一个市镇。总面积12平方公里，人口9477人，人口密度789.8人/平方公里（2009年）。国家统计（ISTAT）代码为015125。